# Пихос, Пит
Пи́тер Лу́ис «Пит» Пи́хос (англ. Peter Louis «Pete» Pihos; 22 октября 1923, Орландо, Флорида — 16 августа 2011, Уинстон-Сейлем, Северная Каролина) — американский профессиональный футболист и тренер. Играл за команду НФЛ «Филадельфия Иглз» на позиции энда (1947—1955). Шесть раз избирался в Пробоул. В течение своей спортивной карьеры являлся одним из лучших ресиверов НФЛ. Первый член Зала славы университетского футбола от штата Индиана (1966). Член Зала спортивной славы AHEPA (1975), Зала спортивной славы Флориды (2018). Носил прозвища Big Dog (большой пёс) и The Golden Greek (золотой грек). Ветеран Второй мировой войны.

## Биография

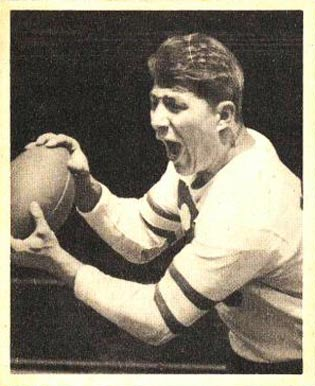
Пит Пихос (1948)

Родился в семье греческих иммигрантов Луиса (1890—1937) и Мэри Пихос. 31 июля 1937 года, когда Питу было 13 лет, его отец, работавший в одном из ночных ресторанов Орландо, был убит. Тело было обнаружено за прилавком ресторана, череп был проломлен в 12 местах. Согласно заключению полиции, жертва подверглась ударам мясным секачом или топором. В связи с инцидентом был арестован и обвинён в убийстве молодой водитель грузовика, который в итоге не был осуждён. В будущем оправдание подозреваемого подтолкнуло Пита решить стать адвокатом, однако всего за один семестр до получения диплома юриста он разочаровался в этой идее.
Учился в одной из средних школ Орландо, играл в футбол на позиции тэкла и баскетбол на позиции защитника. На предпоследнем годе учёбы Пита его семья переехала в Чикаго (Иллинойс), где он закончил одну из школ района Остин.
До начала Второй мировой войны играл за команду Индианского университета на позиции энда (1942—1943), а после её окончания — на позиции защитника (1945—1946).
В январе 1941 года Пихоса призвали в Армию США, в связи с чем ему пришлось прервать учёбу и футбольную карьеру. Служил в 35-й пехотной дивизии под командованием Джорджа С. Паттона. Принимал участие в высадке в Нормандии (1944) и Арденнской операции (1944—1945). Дослужился до звания второго лейтенанта. Был награждён Бронзовой и Серебряной звёздами. В сентябре 1945 года, получив отпуск, смог вернуться в университет, ожидая окончательного увольнения со службы (1946).
После завершения игровой карьеры работал главным тренером команды Национального сельскохозяйственного колледжа (сегодня — Университет долины Делавэр) (1956—1958), помощником тренера команды Тулейнского университета (1959—1960), главным тренером полулюбительской команды «Хаммонтон Бейкерс» (1962—1963) и команды «Ричмонд Ребелс» (1964—1965), игравшей в Футбольной лиге Атлантического побережья и Континентальной футбольной лиге.
После ухода из футбола занялся бизнесом.
В 2001 году у Пихоса была диагностирована болезнь Альцгеймера. По мнению его невролога, причиной появления деменции стали удары по голове во время футбольной карьеры.
Умер 16 августа 2011 года в возрасте 87 лет.
Дочь Пихоса, Мелисса Пихос, создала серию документальных мини-фильмов о своём отце, а именно «Dear Dad», «Pihos: A Moving Biography» и «Pihos: A Life in Five Movements».

## Личная жизнь
Был четырежды женат.